# Linie 28E der Straßenbahn Lissabon
| Zwei Triebwagen der Linie 28E begegnen sich in der Rua da Conceição. |                     |                                                                      |                                                 |
| Spurweite: | 900 mm (Schmalspur) |                                                                      |                                                 |
| |                     |                                                                      |                                                 |
| \| \| \| Als Endhaltepunkte bediente Betriebs- stellen sind fett dargestellt. \| \| \| \| \| \| \| \| \| \| Linie 12E (Ringlinie, nur im Uhrzeigersinn) \| \| \| \| \| Martim Moniz (28E/12E) Anschluss zur Linha Verde \| \| \| \| \| Linie 12E \| \| \| \| \| R. Palma \| \| \| \| \| Igreja Anjos Anschluss zur Linha Verde \| \| \| \| \| R. Maria Andrade \| \| \| \| \| \| \| \| \| \| R. Maria \| \| \| \| \| R. Forno Tijolo \| \| \| \| \| R. Maria Fonte \| \| \| \| \| \| \| \| \| \| R. Angelina Vidal \| \| \| \| \| Sapadores \| \| \| \| \| R. Graça \| \| \| \| \| Graça \| \| \| \| \| Voz Operário \| \| \| \| \| Cç. S. Vicente \| \| \| \| \| R. Escolas Gerais \| \| \| \| \| Linie 12E \| \| \| \| \| Lg. Portas Sol (28E/12E) \| \| \| \| \| Miradouro Sta. Luzia (28E/12E) \| \| \| \| \| Limoeiro (28E/12E) \| \| \| \| \| Sé (28E/12E) \| \| \| \| \| Igreja Madalena (28E) \| \| \| \| \| Linie 15E (Fahrtrichtung Süd) \| \| \| \| \| R. Conceição / R. Fanqueiros (12E) \| \| \| \| \| Abzweig 12E, Kreuzung 15E (Fahrtrichtung Nord) \| \| \| \| \| R. Conceição \| \| \| \| \| Lg. Belas Artes \| \| \| \| \| R. Vitor Cordon / R. Serpa Pinto \| \| \| \| \| \| \| \| \| \| R. Vitor Cordon \| \| \| \| \| \| \| \| \| \| Chiado Anschluss zur Linha Verde und Linha Azul \| \| \| \| \| Pç. Luis Camões \| \| \| \| \| Calhariz (Bica) Anschluss zum Ascensor da Bica \| \| \| \| \| Sta. Catarina \| \| \| \| \| Cç. Combro \| \| \| \| \| \| \| \| \| \| R. Poço Negros \| \| \| \| \| R. Poiais S. Bento \| \| \| \| \| \| \| \| \| \| R. S. Bento / Cç. Estrela \| \| \| \| \| Torre Tombo \| \| \| \| \| Cç. Estrela / R. Borges Carneiro \| \| \| \| \| Cç. Estrela / R. Teófilo Braga \| \| \| \| \| Linie 25E \| \| \| \| \| Estrela (Basílica) (28E/25E) \| \| \| \| \| Estrela / R. Domingos Sequeira (28E/25E) \| \| \| \| \| R. Domingos Sequeira (28E/25E) \| \| \| \| \| R. Saraiva Carvalho (28E/25E) \| \| \| \| \| Igreja Sto. Condestável (28E/25E) \| \| \| \| \| Campo Ourique (Prazeres) (28E/25E) \| \| |                     |                                                                      |                                                 |
| |                     | Als Endhaltepunkte bediente Betriebs- stellen sind fett dargestellt. |                                                 |
| |                     |                                                                      |                                                 |
| U-Bahn-Strecke |                     | Linie 12E (Ringlinie, nur im Uhrzeigersinn)                          | Linie 12E (Ringlinie, nur im Uhrzeigersinn)     |
| |                     | Martim Moniz (28E/12E) Anschluss zur Linha Verde                     |                                                 |
| U-Bahn-Abzweig geradeaus und nach rechts |                     | Linie 12E                                                            | Linie 12E                                       |
| U-Bahn-Haltepunkt / Haltestelle |                     | R. Palma                                                             | R. Palma                                        |
| U-Bahn-Bahnhof |                     | Igreja Anjos Anschluss zur Linha Verde                               | Igreja Anjos Anschluss zur Linha Verde          |
| U-Bahn-Haltepunkt / Haltestelle |                     | R. Maria Andrade                                                     | R. Maria Andrade                                |
| U-Bahn-Verschwenkung von links · U-Bahn-Verschwenkung von rechts |                     |                                                                      |                                                 |
| U-Bahn-Strecke · U-Bahn-Bahnhof |                     | R. Maria                                                             | R. Maria                                        |
| U-Bahn-Strecke · U-Bahn-Bahnhof |                     | R. Forno Tijolo                                                      | R. Forno Tijolo                                 |
| U-Bahn-Bahnhof · U-Bahn-Strecke geradeaus |                     | R. Maria Fonte                                                       | R. Maria Fonte                                  |
| U-Bahn-Verschwenkung nach links · U-Bahn-Verschwenkung nach rechts |                     |                                                                      |                                                 |
| U-Bahn-Haltepunkt / Haltestelle |                     | R. Angelina Vidal                                                    | R. Angelina Vidal                               |
| U-Bahn-Haltepunkt / Haltestelle |                     | Sapadores                                                            | Sapadores                                       |
| U-Bahn-Haltepunkt / Haltestelle |                     | R. Graça                                                             | R. Graça                                        |
| |                     | Graça                                                                |                                                 |
| U-Bahn-Haltepunkt / Haltestelle |                     | Voz Operário                                                         | Voz Operário                                    |
| U-Bahn-Haltepunkt / Haltestelle |                     | Cç. S. Vicente                                                       | Cç. S. Vicente                                  |
| U-Bahn-Haltepunkt / Haltestelle |                     | R. Escolas Gerais                                                    | R. Escolas Gerais                               |
| U-Bahn-Abzweig geradeaus und von rechts |                     | Linie 12E                                                            | Linie 12E                                       |
| U-Bahn-Haltepunkt / Haltestelle |                     | Lg. Portas Sol (28E/12E)                                             | Lg. Portas Sol (28E/12E)                        |
| U-Bahn-Haltepunkt / Haltestelle |                     | Miradouro Sta. Luzia (28E/12E)                                       | Miradouro Sta. Luzia (28E/12E)                  |
| U-Bahn-Haltepunkt / Haltestelle |                     | Limoeiro (28E/12E)                                                   | Limoeiro (28E/12E)                              |
| U-Bahn-Haltepunkt / Haltestelle |                     | Sé (28E/12E)                                                         | Sé (28E/12E)                                    |
| U-Bahn-Bahnhof |                     | Igreja Madalena (28E)                                                | Igreja Madalena (28E)                           |
| U-Bahn-Kreuzung |                     | Linie 15E (Fahrtrichtung Süd)                                        | Linie 15E (Fahrtrichtung Süd)                   |
| U-Bahn-Bahnhof |                     | R. Conceição / R. Fanqueiros (12E)                                   | R. Conceição / R. Fanqueiros (12E)              |
| U-Bahn-Kreuzung rechts |                     | Abzweig 12E, Kreuzung 15E (Fahrtrichtung Nord)                       | Abzweig 12E, Kreuzung 15E (Fahrtrichtung Nord)  |
| U-Bahn-Haltepunkt / Haltestelle |                     | R. Conceição                                                         | R. Conceição                                    |
| U-Bahn-Haltepunkt / Haltestelle |                     | Lg. Belas Artes                                                      | Lg. Belas Artes                                 |
| U-Bahn-Haltepunkt / Haltestelle |                     | R. Vitor Cordon / R. Serpa Pinto                                     | R. Vitor Cordon / R. Serpa Pinto                |
| U-Bahn-Verschwenkung von links · U-Bahn-Verschwenkung von rechts |                     |                                                                      |                                                 |
| U-Bahn-Strecke · U-Bahn-Bahnhof |                     | R. Vitor Cordon                                                      | R. Vitor Cordon                                 |
| U-Bahn-Verschwenkung nach links · U-Bahn-Verschwenkung nach rechts |                     |                                                                      |                                                 |
| U-Bahn-Bahnhof |                     | Chiado Anschluss zur Linha Verde und Linha Azul                      | Chiado Anschluss zur Linha Verde und Linha Azul |
| U-Bahn-Bahnhof |                     | Pç. Luis Camões                                                      | Pç. Luis Camões                                 |
| U-Bahn-Bahnhof |                     | Calhariz (Bica) Anschluss zum Ascensor da Bica                       | Calhariz (Bica) Anschluss zum Ascensor da Bica  |
| U-Bahn-Bahnhof |                     | Sta. Catarina                                                        | Sta. Catarina                                   |
| U-Bahn-Haltepunkt / Haltestelle |                     | Cç. Combro                                                           | Cç. Combro                                      |
| U-Bahn-Verschwenkung von links · U-Bahn-Verschwenkung von rechts |                     |                                                                      |                                                 |
| U-Bahn-Strecke · U-Bahn-Bahnhof |                     | R. Poço Negros                                                       | R. Poço Negros                                  |
| U-Bahn-Bahnhof · U-Bahn-Strecke geradeaus |                     | R. Poiais S. Bento                                                   | R. Poiais S. Bento                              |
| U-Bahn-Verschwenkung nach links · U-Bahn-Verschwenkung nach rechts |                     |                                                                      |                                                 |
| U-Bahn-Haltepunkt / Haltestelle |                     | R. S. Bento / Cç. Estrela                                            | R. S. Bento / Cç. Estrela                       |
| U-Bahn-Bahnhof |                     | Torre Tombo                                                          | Torre Tombo                                     |
| U-Bahn-Haltepunkt / Haltestelle |                     | Cç. Estrela / R. Borges Carneiro                                     | Cç. Estrela / R. Borges Carneiro                |
| U-Bahn-Haltepunkt / Haltestelle |                     | Cç. Estrela / R. Teófilo Braga                                       | Cç. Estrela / R. Teófilo Braga                  |
| U-Bahn-Abzweig geradeaus und von links |                     | Linie 25E                                                            | Linie 25E                                       |
| |                     | Estrela (Basílica) (28E/25E)                                         |                                                 |
| U-Bahn-Haltepunkt / Haltestelle |                     | Estrela / R. Domingos Sequeira (28E/25E)                             | Estrela / R. Domingos Sequeira (28E/25E)        |
| U-Bahn-Haltepunkt / Haltestelle |                     | R. Domingos Sequeira (28E/25E)                                       | R. Domingos Sequeira (28E/25E)                  |
| U-Bahn-Haltepunkt / Haltestelle |                     | R. Saraiva Carvalho (28E/25E)                                        | R. Saraiva Carvalho (28E/25E)                   |
| U-Bahn-Haltepunkt / Haltestelle |                     | Igreja Sto. Condestável (28E/25E)                                    | Igreja Sto. Condestável (28E/25E)               |
| |                     | Campo Ourique (Prazeres) (28E/25E)                                   |                                                 |

Die Linie 28E der Straßenbahn Lissabon, portugiesisch Carreira 28E dos Elétricos de Lisboa, ist eine von sechs Linien der Straßenbahn Lissabon. Sie verbindet die unterschiedlich geprägten Teile Alfama, Baixa und Lapa der Lissaboner Innenstadt mit dem Stadtteil Prazeres. Die auf der Linie eingesetzten Altbauwagen, die für eine Adhäsionsbahn außergewöhnlich steilen Strecken – darunter mit 13,5 Prozent Steigung einer der steilsten Abschnitte weltweit –, enge Kurven und die Streckenführung durch schmale Altstadtgassen haben dazu geführt, dass die Linie – wie die Ringlinie 12E, mit der sie sich einen Teil der Strecke teilt – besonders bei Touristen sehr beliebt ist. Die „berühmte Linie 28“ gilt inzwischen als eine der bekanntesten Sehenswürdigkeiten der portugiesischen Hauptstadt und die Fahrt mit ihr als „Muss“ eines Besuchs.

## Geschichte

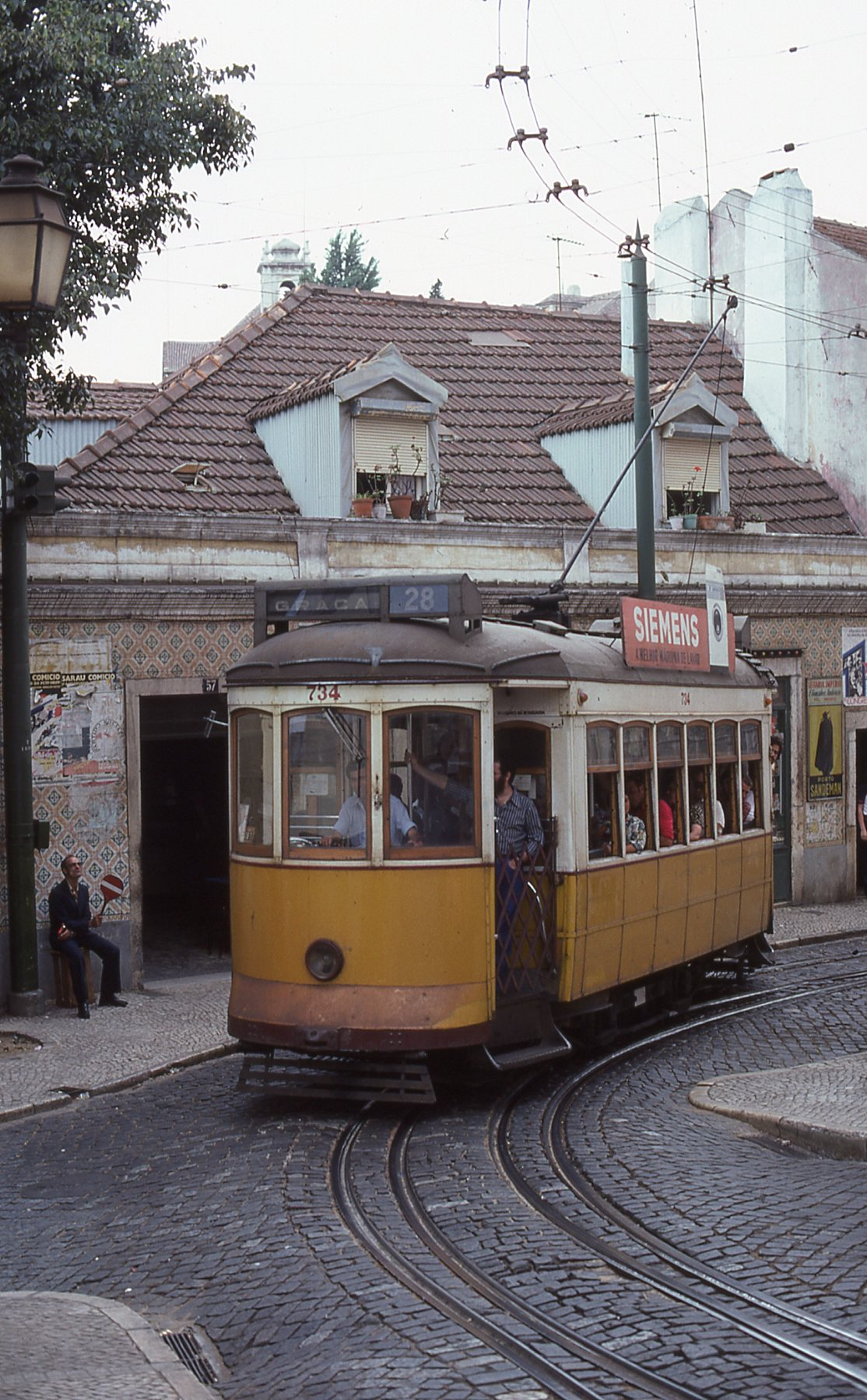
Tw 734 im Jahr 1977 in der Rua das Escolas Gerais, Gleisverschlingung, links der Sicherungsposten

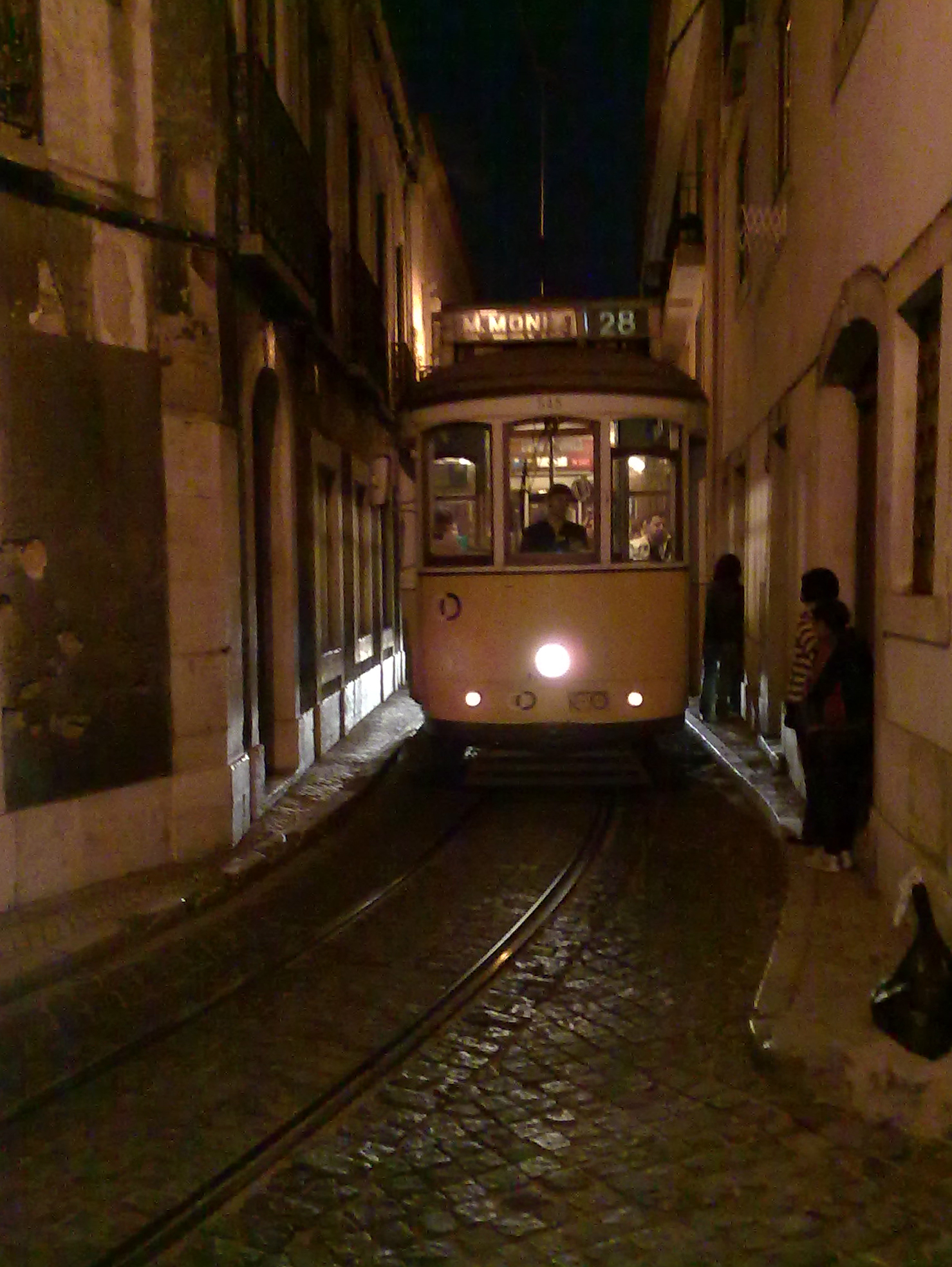
Die Rua das Escolas Gerais in Alfama ist einer der engsten Streckenabschnitte im Netz der Straßenbahn Lissabon

Die Linie 28 – das „E“ für „Eléctrico“ bzw. „Elétrico“ wurde wie bei allen anderen Lissabonner Straßenbahnlinien erst im Jahr 1994 Bestandteil der Linienbezeichnung – wurde im Jahr 1928 eingeführt. Sie führte vom Rossio zur Praça da Estrela und umfasste damit nur die westliche Hälfte der heutigen Strecke. Während der Abschnitt zwischen Rossio und Praça Luís de Camões neu erbaut und am 19. Februar 1928 eröffnet wurde, nutzte die Linie weiter westlich eine schon länger bestehende Strecke. Ursprünglich verkehrte auf diesem Abschnitt zwischen Chiado und Estrela seit 1890 eine Kabelstraßenbahn, die 1914 nach Übernahme durch Carris in eine normale (radgetriebene Adhäsionsbahn) elektrische Straßenbahn umgebaut worden war. Die Verlängerung von der Praça da Estrela zum Friedhof Prazeres erfolgte 1936. Als Verstärkungslinie wurde zeitweise die Linie 28B zwischen Estrela und dem Largo da Graça eingerichtet. Ab 1973 entfiel der Streckenabschnitt zwischen Rossio und Rua da Conceição, der zuvor bereits seit 1961 nur noch abends und an Sonntagen bedient wurde. Dafür wurde der Startpunkt der Linie wesentlich weiter nach Osten zum bisherigen Endpunkt der Verstärkerlinie 28B an den Largo da Graça im gleichnamigen Stadtteil Graça verlegt. Auf diese Weise war nun ohne Umsteigen die Fahrt von der Alfama nach Lapa möglich und somit die gesamte Lissabonner Altstadt mit einer durchgehenden Straßenbahnlinie in Ost-West-Richtung zu durchfahren. Die Verstärkerlinie 28B verkehrte fortan zwischen Martim Moniz und Rua Conceição. Die Verstärkerlinie 28A verkehrte zwischen Rua Conceição und Prazeres. In ihrer Gesamtheit entsprach diese Strecke bereits der jetzigen Linie 28E, jedoch mit Umstieg in der Rua da Conceição.
Ihre heutige Ausdehnung erhielt die Linie 28 im Rahmen einer größeren Liniennetzreform im Jahr 1984. Damals wurde die Ringlinie 10/11 (Linie 10 im Gegenuhrzeigersinn, Linie 11 im Uhrzeigersinn) aufgegeben und deren Teilstück Martim Moniz–Graça, welches bereits zuvor ebenfalls von der Verstärkerlinie 28B bedient wurde, endgültig der Linie 28 zugeschlagen. Die Verstärkerlinien 28A und 28B existierten fortan nicht mehr. Die Strecke der ehemaligen Linie 10/11 war bereits am 17. Juli 1906 zwischen Graça und Rua da Conceição eröffnet worden. Der Abschnitt zwischen Anjos/Avenida Almirante Reis (heutige Haltestelle Igreja Anjos) und Graça folgte 1925. Während das Liniennetz der Lissabonner Straßenbahn stark schrumpfte, wurde die Linie 28 bis 1984 immer länger.
Im Zuge der vollständigen Umstellung des Netzes auf Einrichtungsbetrieb war Mitte der 1990er-Jahre für die Verstärkerkurse der Linie 28E die Einrichtung zweier Wendeschleifen nötig. Am Largo da Graça wurde der bis dahin vorhandene und zum Wenden genutzte Gleiswechsel durch eine Schleife ersetzt, an der Praça Luís de Camões wurde zwischen den auf der Nord- und Südseite des Platzes liegenden Gleisen ein entsprechender Gleisbogen eingebaut. Somit werden seit 1996 für den planmäßigen Betrieb der Lissabonner Straßenbahn keine Zweirichtungsfahrzeuge mehr benötigt. Aktuell wird der Gleisbogen an der Praça Luís de Camões im Linienbetrieb nicht benutzt. Stattdessen fahren die von Graça kommenden Verstärkerkurse bis Estrela (Basílica) durch und benutzen die dortige Wendeschleife.
Anders als im übrigen Stadtgebiet können die teilweise nur vier Meter breiten Straßen der Alfama nicht mit Omnibussen bedient werden. Eine Umstellung auf Omnibusse steht daher, anders als bei den meisten übrigen Linien der Lissabonner Straßenbahn, spätestens seit Aufgabe aller Pläne zur Gesamteinstellung Mitte der 1970er-Jahre nicht mehr zur Diskussion.

## Heutige Streckenführung

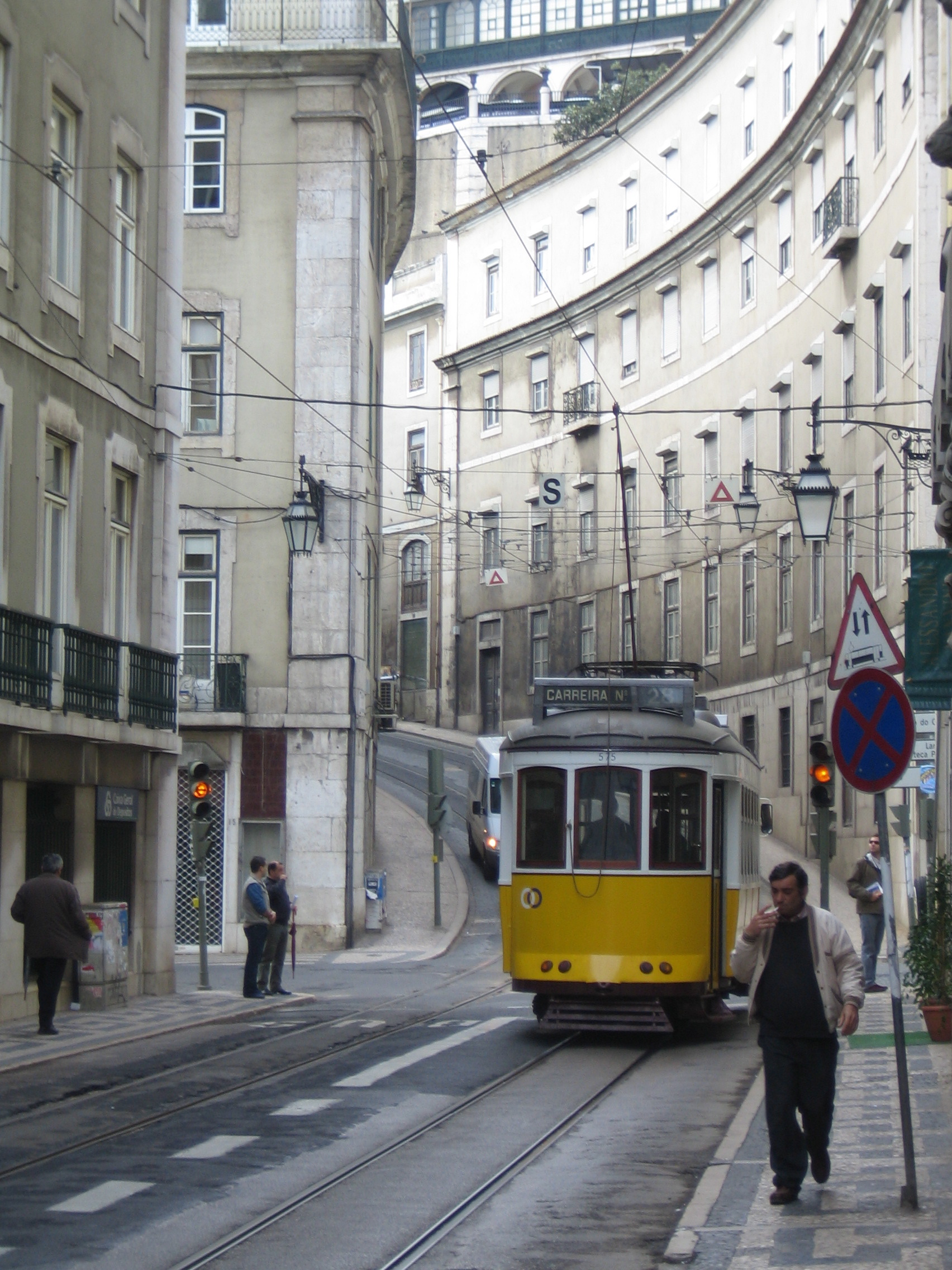
Ein Wagen der Linie 28E vor Beginn des steilsten Abschnitts in der Calçada de São Francisco

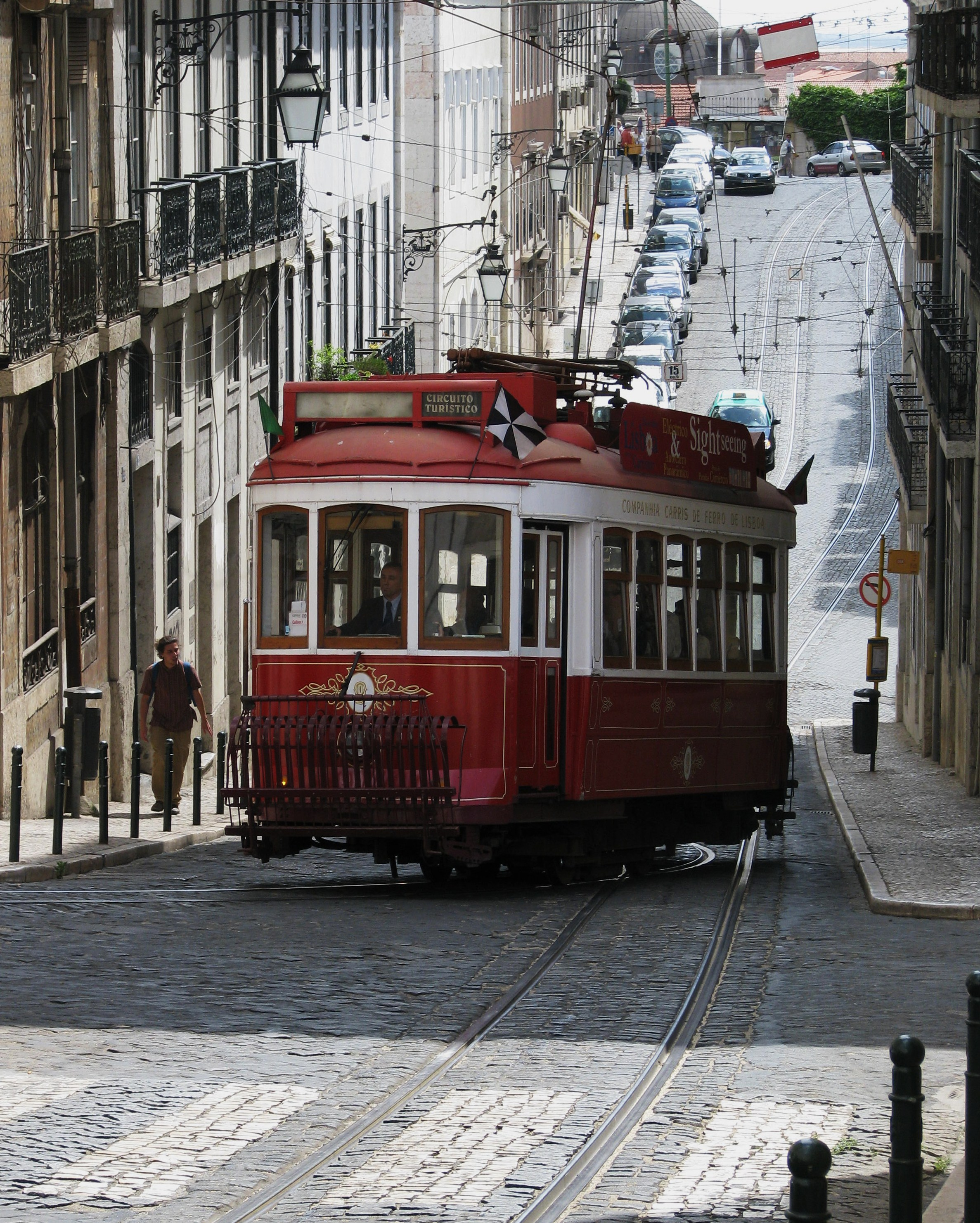
Ein Stadtrundfahrtwagen in der Gleisverschlingung in der Rua Vítor Cordon

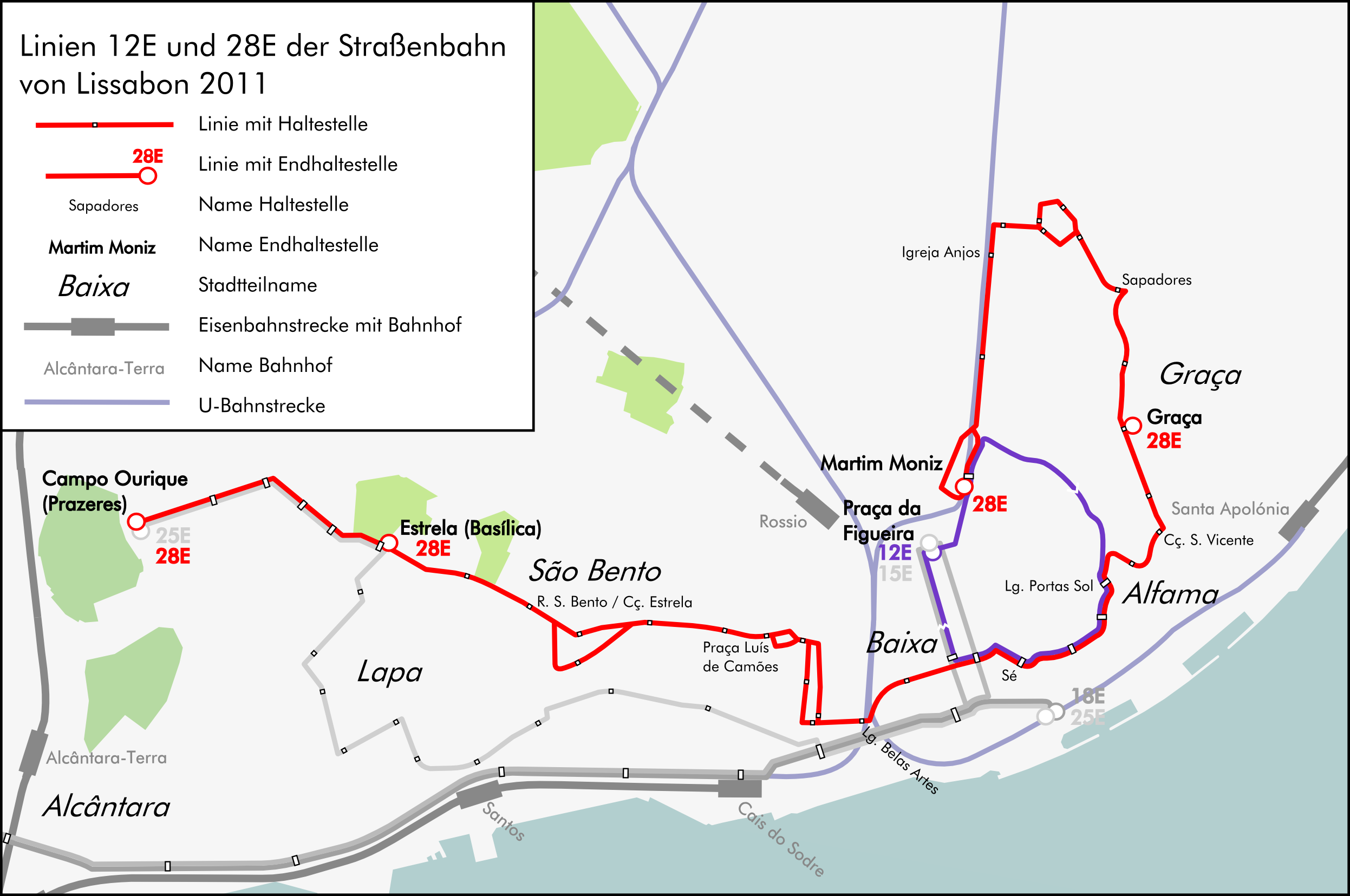
Streckenführung der Linien 12E und 28E (Stand 2011)

Auf ihrem Linienweg passiert die Durchmesserlinie 28E zahlreiche Sehenswürdigkeiten Lissabons. Ausgangspunkt ist die Praça Martim Moniz am Fuße des Castelo de São Jorge, wo eine Wendeschleife um den gesamten Platz führt. Am Nordende der Praça biegt die Bahn rechts in die Rua da Palma ab. Dieser folgt sie in nördlicher Richtung und durch die anschließende Avenida Almirante Reis, bis es rechts in die Rua Maria Andrade geht, wo die erste, über den Largo da Graça führende Steigungsstrecke beginnt. Den anschließenden Abstieg bildet die Rua da Voz do Operário. Ab dem Largo de São Vicente beginnt die Fahrt durch die engen Gassen der Alfama, wo die Strecke abschnittsweise eingleisig ist. In der Rua do Limoeiro passiert die Bahn den bekannten Aussichtspunkt Miradouro de Santa Luzia. Anschließend geht es an der Catedral Sé Patriarcal vorbei, bevor in der Baixa der tiefste Punkt der Strecke erreicht wird. Die Baixa wird auf der Rua da Conceição in Ost-West-Richtung nördlich der Praça do Comércio durchquert.
Die zweite Streckenhälfte weist ein überwiegend ansteigendes Profil auf. Der Anstieg beginnt mit der Calçada de São Francisco, wo zugleich die Maximalsteigung von 13,5 Prozent erreicht wird. Er setzt sich fort über die Rua Vítor Cordon und die Rua dos Duques de Bragança. In der Gegenrichtung wird statt Letzterer die Rua António Maria Cardoso befahren. Die Strecke passiert anschließend die Praça Luís de Camões. Über die Rua do Loreto und die Calçada da Estrela erreicht die Bahn im Stadtteil Lapa zunächst das Parlamentsgebäude Palácio de São Bento und dann die Basílica da Estrela. Die Rua Domingos Sequeira und Rua Saraiva de Carvalho bilden den Schlussanstieg zum Friedhof Prazeres, auf dessen Vorplatz sich ebenfalls eine Wendeschleife befindet.
Während der westliche Streckenteil mit Ausnahme einer Gleisverschlingung in der Rua Vítor Cordon durchgehend zweigleisig ist, ist der Abschnitt durch die Alfama zwischen dem Largo da Graça und der Sé Patriarcal durch zwei kurze eingleisige Abschnitte im Bereich Calçada de São Vicente/Rua das Escolas Gerais und an der Einmündung der Linie 12E in der Rua de São Tomé sowie eine Gleisverschlingung, ebenfalls in der abschnittsweise nur vier Meter breiten Rua das Escolas Gerais, gekennzeichnet. Bereits zuvor wird in der Rua Angelina Vidal ebenfalls ein eingleisiger Streckenabschnitt passiert. Bis Ende der 1980er-Jahre wurde der Begegnungsverkehr im Bereich Calçada de São Vicente/Rua das Escolas Gerais aufgrund enger Kurven und dichter Bebauung durch Sicherungsposten geregelt. Seither erfolgt dies durch Ampeln.

## Taktzeiten und Nachfrage
Die Linie 28E wird über die Gesamtstrecke an allen Wochentagen im 11-Minuten-Takt bedient. Zwischen den Wendeschleifen am Largo da Graça und an der Praça Luís de Camões verkehren Verstärkerkurse, die direkt vor dem über die Gesamtstrecke verkehrenden Wagen fahren. Noch 1983 wurde die Vorgängerlinie 10/11 alle fünf bis sechs Minuten bedient. Eine immer wieder geforderte Taktverdichtung der Linie wird durch Carris bislang abgelehnt. Gründe hierfür sind der Fahrzeugmangel und die immer wieder auftretenden Verspätungen, vor allem aufgrund der Behinderungen durch den motorisierten Individualverkehr. Inklusive Verstärkern werden maximal 15 Umläufe benötigt.
Aufgrund ihrer Bekanntheit bei Touristen ist die Linie sehr stark nachgefragt. Regelmäßig kommt es daher zu Überfüllungen, dies und die Behinderungen durch den Individualverkehr führen oft zu Pulkbildungen und längeren Bedienungslücken. Zur guten Nachfrage tragen auch die vergleichsweise günstigen Fahrpreise (Einzelfahrkarte 3,10 Euro, 24-Stunden-Tageskarte 6,40 Euro; Stand 05/2024) bei. Die Linie ist auch aus diesem Grund für preissensible Touristen attraktiver als die großteils ebenfalls über die Strecke der 28E geführten Stadtrundfahrten mit Triebwagen in historischer Farbgebung und fremdsprachigen Reiseführern.

## Streckenlänge, Betriebszeiten und Fahrplan
In westlicher Richtung (Martim Moniz–Campo Ourique (Prazeres)) beträgt die Streckenlänge der Linie 28E 6,973 Kilometer. Sie wird in dieser Richtung wochentags ab 5:40 Uhr bedient, an Samstagen ab 6:15 Uhr, an Sonn- und Feiertagen ab 6:45 Uhr. Die Reisezeit beträgt 40 Minuten. In den späten Abendstunden verkehren sie lediglich auf dem Teilstück Graça–Estrela (Basílica), und zwar an Wochentagen ab 21:40 Uhr, an Samstagen sowie Sonn- und Feiertagen ab 21:30 Uhr. Der letzte Kurs startet wochentags um 23:10 Uhr, an Samstagen, Sonn- und Feiertagen um 22:30 Uhr. Die Reisezeit auf der verkürzten Linie beträgt 26 Minuten.
In östlicher Richtung (Campo Ourique (Prazeres)–Martim Moniz) beträgt die Streckenlänge 7,551 Kilometer. Sie wird in dieser Richtung wochentags ab 6:20 Uhr bedient, an Samstagen ab 7:00 Uhr, an Sonn- und Feiertagen ab 7:25 Uhr. Die Reisezeit beträgt 37 Minuten. In den späteren Abendstunden verkehren die Kurse lediglich auf dem Teilstück Estrela (Basílica)–Graça, und zwar an allen Tagen ab 22:10 Uhr. Der letzte Kurs startet wochentags um 23:20 Uhr, an Samstagen, Sonn- und Feiertagen um 23:05 Uhr. Die Reisezeit auf der verkürzten Linie beträgt 23 Minuten.
Die Linie 28E ist nicht nur Touristenattraktion, sondern ein Teil des öffentlichen Nahverkehrs in Lissabon. Für Einheimische, die entlang der Strecke wohnen, ist die historische Straßenbahn oft das einzige Nahverkehrsmittel. So passiert es häufiger, dass Einheimische nicht die Bahn nutzen können, da sie durch Touristen blockiert ist.

## Fahrzeuge

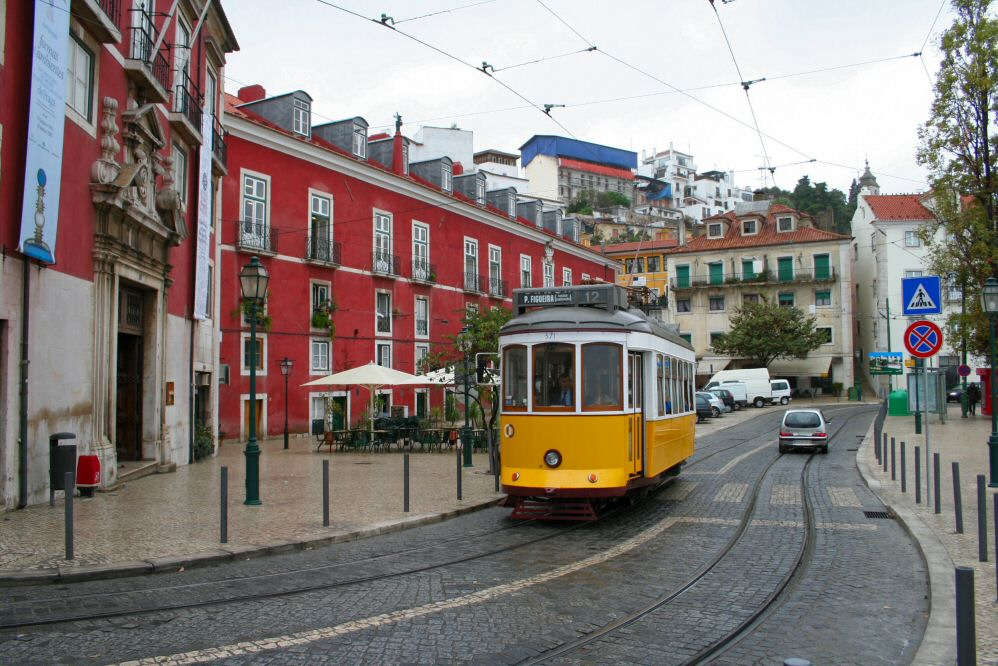
Ein Remodelado auf der Linie 12E am Largo das Portas do Sol

Seit 1995 werden auf der Linie 28E planmäßig ausschließlich modernisierte Altbautriebwagen, so genannte Remodelados, eingesetzt. Lediglich als Reserve stehen noch ältere Fahrzeuge zur Verfügung. Aufgrund der besonderen Streckenverhältnisse mit den für Adhäsionsbahnen außergewöhnlichen Steigungen und den sehr engen Kurven mit Radien unter zehn Metern können auf der Linie nur zweiachsige Fahrzeuge eingesetzt werden. Für die auf der Linie eingesetzten Fahrzeuge ist auch eine besondere Bremsausrüstung nötig. Der Einsatz von Beiwagen, die bis 1989 bei der Lissabonner Straßenbahn vorhanden waren, war ebenfalls untersagt.
Zusammen mit der Linie 12E ist die Linie 28E im Unterschied zu den übrigen Linien der Lissabonner Straßenbahn nur von Fahrzeugen mit Stangenstromabnehmern befahrbar. Der Ersatz durch Scheren- beziehungsweise Einholmstromabnehmer war aufgrund der schmalen Gassen nicht möglich, die eingesetzten Fahrzeuge besitzen daher beide Systeme.

## Linie 12E

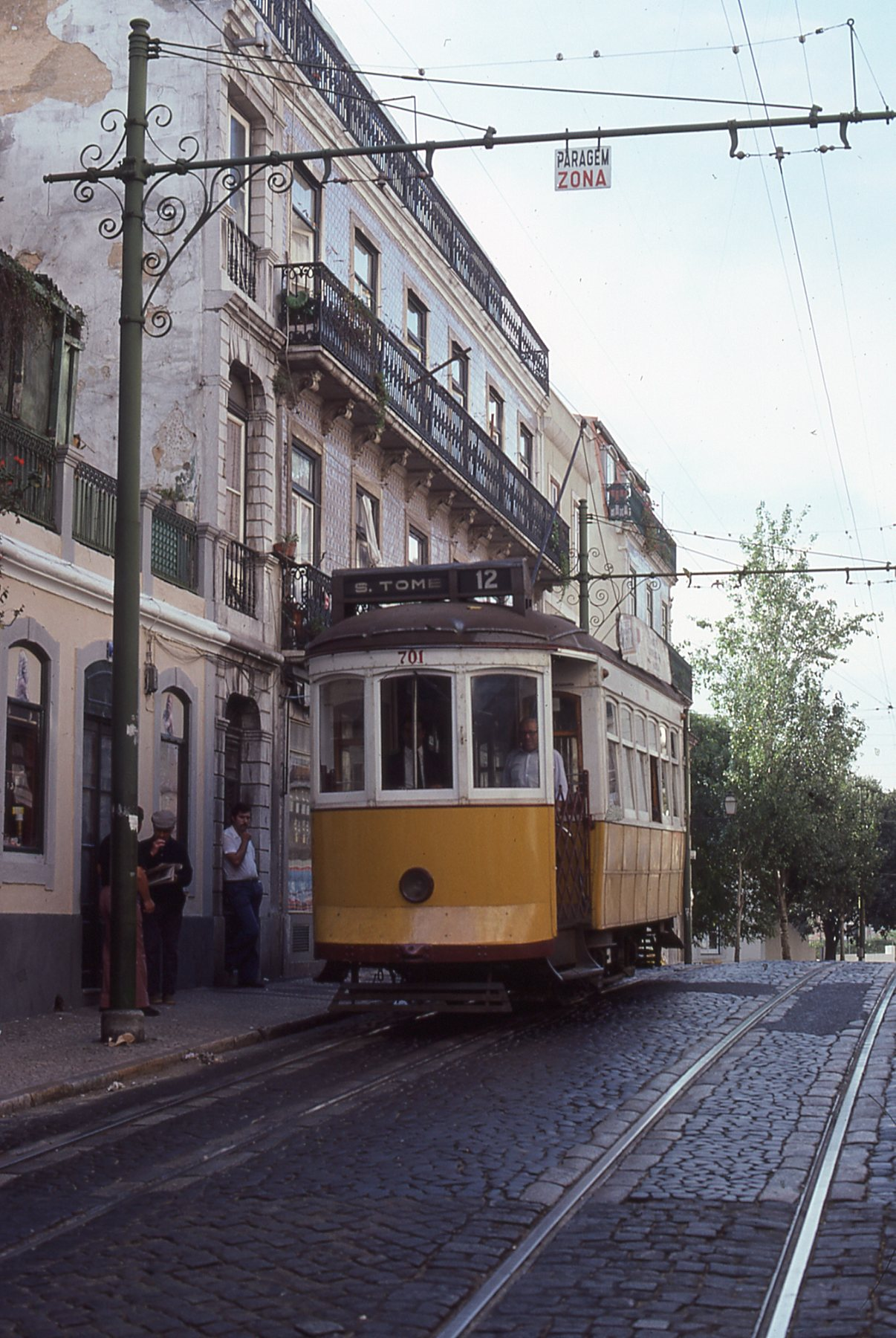
Tw 701 im Jahr 1977 auf der Linie 12

Die Linie 12E passiert in der Alfama ebenfalls sehr schmale Straßen und wird, da sie die Linie 28E auf einem Teilabschnitt verstärkt, ebenfalls gerne von Touristen genutzt. Wie der westliche Abschnitt der 28E wurde die Strecke ursprünglich 1890 als Kabelstraßenbahn gebaut, die Umrüstung auf normalen elektrischen Betrieb erfolgte 1915. Bis 1997 verkehrte sie als eine nur 600 Meter lange Pendellinie lediglich zwischen Martim Moniz und São Tomé, in der Regel mit einem Wagen. Mit der Ausmusterung der meisten älteren Fahrzeuge und der Umstellung des Planbetriebs auf die als Einrichtungswagen umgebauten Remodelados musste diese Betriebsführung aufgegeben werden und die Linie wurde in eine im Uhrzeigersinn verkehrende Ringlinie mit Linienführung von der Praça da Figueira über Martim Moniz und São Tomé zurück zur Praça da Figueira umgewandelt. Zuvor war der Bau zweier Gleisbögen von der Rua da Conceição in die Rua da Prata und von der Rua Martim Moniz in die Rua Fernandes da Fonseca erforderlich.
Auf dem Abschnitt zwischen der Rua de São Tomé und der Rua da Conceição benutzt sie die Strecke der Linie 28E mit. Eine weitere Verknüpfung mit der Linie 28E besteht an deren Endpunkt Martim Moniz. Die alleine durch die Linie 12E bediente Strecke durch die Calçada de Santo André ist durchgehend eingleisig, die insgesamt drei Ausweichen auf diesem Abschnitt sind nicht mehr benutzbar.
Die Linie 12E verkehrt an Werktagen im 12-Minuten-Takt, an Wochenenden nur alle 24 Minuten. Maximal benötigt werden für die Linie zwei Triebwagen. Die Reisezeit von und nach Praça da Figueira beträgt 19 Minuten. Die Carris plant, die Linie 12E stärker touristisch zu vermarkten, da die Linie 28E inzwischen ihre Kapazitätsgrenze erreicht hat und der starken touristischen Nachfrage nicht mehr ausreichend gerecht wird.